# Terence James Cooke
Terence James Cooke (New York, 1 maart 1921 – aldaar, 6 oktober 1983) was een Amerikaans geestelijke en kardinaal van de Katholieke Kerk.
Cooke – een zoon van Ierse immigranten – studeerde aan het seminarie in Yonkers en werd op 1 december 1945 priester gewijd. Hij werkte vervolgens twee jaar in The Bronx en vertrok toen naar Washington D.C. om verder te studeren aan de Katholieke Universiteit van Amerika. Van 1949 tot 1954 doceerde hij aan de Universiteit van Fordham, terwijl hij tegelijk als pastoor werkzaam was. Vanaf 1954 coördineerde hij het jeugdpastoraat in het aartsbisdom New York. In 1957 werd hij bisschoppelijk vicaris voor The Bronx en persoonlijk secretaris van de New Yorkse aartsbisschop Francis Spellman.
In 1965 benoemde paus Paulus VI Cooke tot titulair bisschop van Summa en tot aartsbisschop-coadjutor van New York. In 1968 volgde hij Francis Spelmann, die eind 1967 was overleden op als aartsbisschop van New York. Tijdens het consistorie van 28 april 1969 werd hij kardinaal gecreëerd. De Santi Giovanni e Paolo – eerder de titelkerk van Spellmann, en daarvoor van paus Pius XII – werd zijn titelkerk. Cooke was ook vijftien jaar militair ordinarius.
Kardinaal Cooke bleef aartsbisschop tot zijn dood in 1983. Hij was een bijzonder geliefde kardinaal, aan wie tijdens zijn leven al, vooral om zijn vriendelijke bescheidenheid, een zekere heiligheid werd toegekend. In 1984 kende Ronald Reagan postuum de Presidential Medal of Freedom. Meteen na Cooke's dood begon het diocesaan proces voor zijn heiligverklaring. Vooruitlopend op de afronding van deze fase van het proces, heeft de Congregatie voor de Heilig- en Zaligsprekingsprocessen bepaald dat kardinaal Cooke al als Dienaar Gods mag worden vereerd.